# Zapasy na Letnich Igrzyskach Olimpijskich 1964 – kategoria do 87 kg w stylu klasycznym
Zmagania mężczyzn do 87 kg to jedna z ośmiu męskich konkurencji w zapasach w stylu klasycznym rozgrywanych podczas Letnich Igrzysk Olimpijskich 1964. Pojedynki w tej kategorii wagowej odbyły się w dniach 16 – 19 października.
Punktacja opierała się na systemie „złych punktów karnych”. Zwycięzca otrzymywał zero punktów za wygraną przez „tusz” (łopatki), a jeden punkt za wygraną na punkty. Dwa punkty przyznawano zawodnikom za remis. Za porażkę na punkty zawodnik otrzymywał trzy punkty, a za przegraną na łopatki przyznawano 4 punkty karne. Uzyskanie sześciu lub więcej punktów eliminowało zapaśnika z turnieju. Najlepsza trójka walczyła w rundzie finałowej. 

## Klasyfikacja[1]
| Pozycja | Nazwisko           | Kraj              |
| ------- | ------------------ | ----------------- |
| 1       | Branislav Simić    | Jugosławia        |
| 2       | Jiří Kormaník      | Czechosłowacja    |
| 3       | Lothar Metz        | Niemcy            |
| 4       | Géza Hollósi       | Węgry             |
| 4       | Walentin Olenik    | ZSRR              |
| 6       | Krali Bimbałow     | Bułgaria          |
| 7       | Yavuz Selekman     | Turcja            |
| 7       | Wayne Baughman     | Stany Zjednoczone |
| 9       | Stig Persson       | Szwecja           |
| 10      | Gheorghe Popovici  | Rumunia           |
| 10      | Istvan Raskovy     | Australia         |
| 12      | Pentti Punkari     | Finlandia         |
| 12      | Kenjirō Hiraki     | Japonia           |
| 12      | Max Kobelt         | Szwajcaria        |
| 15      | Raymond Schummer   | Luksemburg        |
| 15      | Czesław Kwieciński | Polska            |
| 17      | Julio Graffigna    | Argentyna         |
| 18      | Lee Gi-yeol        | Korea Południowa  |
| 18      | Fernando García    | Filipiny          |
| 20      | Ganpat Andhalkar   | Indie             |

## Wyniki

### Pierwsza runda[2]
| Zwycięzca       | Punkty karne | Wynik     | Przegrany          | Punkty karne |
| --------------- | ------------ | --------- | ------------------ | ------------ |
| Walentin Olenik | 2            | Remis     | Gheorghe Popovici  | 2            |
| Lothar Metz     | 1            | Na punkty | Czesław Kwieciński | 3            |
| Stig Persson    | 1            | Na punkty | Raymond Schummer   | 3            |
| Jiří Kormaník   | 0            | Łopatki   | Kenjirō Hiraki     | 4            |
| Yavuz Selekman  | 1            | Na punkty | Istvan Raskovy     | 3            |
| Max Kobelt      | 0            | Łopatki   | Fernando García    | 4            |
| Krali Bimbałow  | 0            | Łopatki   | Lee Gi-yeol        | 4            |
| Pentti Punkari  | 1            | Na punkty | Julio Graffigna    | 3            |
| Branislav Simić | 1            | Na punkty | Géza Hollósi       | 3            |
| Wayne Baughman  | 1            | Na punkty | Ganpat Andhalkar   | 3            |

### Druga runda[3]
| Zwycięzca       | Punkty karne | Wynik       | Przegrany          | Punkty karne |
| --------------- | ------------ | ----------- | ------------------ | ------------ |
| Kenjirō Hiraki  | 5            | Na punkty   | Raymond Schummer   | 6            |
| Istvan Raskovy  | 3            | Łopatki     | Fernando García    | 8            |
| Lothar Metz     | 2            | Na punkty   | Gheorghe Popovici  | 5            |
| Krali Bimbałow  | 1            | Na punkty   | Pentti Punkari     | 4            |
| Yavuz Selekman  | 2            | Na punkty   | Max Kobelt         | 3            |
| Walentin Olenik | 3            | Na punkty   | Czesław Kwieciński | 6            |
| Géza Hollósi    | 3            | Łopatki     | Lee Gi-yeol        | 8            |
| Branislav Simić | 1            | Łopatki     | Julio Graffigna    | 7            |
| Jiří Kormaník   | 2            | Remis       | Stig Persson       | 3            |
| Wayne Baughman  | 1            | Bez walki   |                    |              |
|                 |              | Wycofał się | Ganpat Andhalkar   | -            |

### Trzecia runda[4]
| Zwycięzca         | Punkty karne | Wynik     | Przegrany      | Punkty karne |
| ----------------- | ------------ | --------- | -------------- | ------------ |
| Walentin Olenik   | 4            | Na punkty | Lothar Metz    | 5            |
| Stig Persson      | 5            | Remis     | Kenjirō Hiraki | 7            |
| Jiří Kormaník     | 3            | Na punkty | Istvan Raskovy | 6            |
| Yavuz Selekman    | 4            | Remis     | Krali Bimbałow | 3            |
| Géza Hollósi      | 3            | Łopatki   | Max Kobelt     | 7            |
| Branislav Simić   | 2            | Na punkty | Pentti Punkari | 7            |
| Gheorghe Popovici | 6            | Na punkty | Wayne Baughman | 4            |

### Czwarta runda[5]
| Zwycięzca       | Punkty karne | Wynik     | Przegrany      | Punkty karne |
| --------------- | ------------ | --------- | -------------- | ------------ |
| Walentin Olenik | 5            | Na punkty | Wayne Baughman | 7            |
| Lothar Metz     | 5            | Łopatki   | Stig Persson   | 9            |
| Jiří Kormaník   | 4            | Na punkty | Yavuz Selekman | 7            |
| Géza Hollósi    | 5            | Remis     | Krali Bimbałow | 5            |
| Branislav Simić | 2            | Bez walki |                |              |

### Piąta runda[6]
| Zwycięzca       | Punkty karne | Wynik     | Przegrany       | Punkty karne |
| --------------- | ------------ | --------- | --------------- | ------------ |
| Branislav Simić | 2            | Remis     | Walentin Olenik | 8            |
| Lothar Metz     | 6            | Na punkty | Krali Bimbałow  | 8            |
| Jiří Kormaník   | 6            | Remis     | Géza Hollósi    | 7            |

### O 2 miejsce[7]
| Zwycięzca     | Wynik     | Przegrany   |
| ------------- | --------- | ----------- |
| Jiří Kormaník | Na punkty | Lothar Metz |